# Portrait d'un guerrier
Le Portrait d'un guerrier est une peinture à l'huile sur toile (85 × 70 cm) du peintre italien de l'École de Ferrare Dosso Dossi, datable d'environ 1530 et conservée au musée des Offices à Florence.

## Histoire
Le tableau est connu de l'inventaire de 1798 des Offices, où il est indiqué comme une œuvre de Sebastiano del Piombo. L'attribution à Dosso Dossi remonte à Bernard Berenson, Frederick Antal et Roberto Longhi, alors qu'Archiardi mentionnait le nom de Bartolomeo Schedoni, Mendelsohn celui de Battista Dossi, Gibbon de Bernardino da Asola. Plus génériquement, Mezzetti a parlé de l'école de Giorgione.
La restauration de 1994 a mis en évidence l'utilisation d'une technique huileuse qui alterne zones d'épaisseur des pigments (surtout dans les parties éclairées) et couches minces, le tout avec une sécurité exécutive visible, des caractéristiques compatibles avec la technique habituellement utilisée par Dosso Dossi.

## Description et style
Sur fond d'un paysage sombre avec une ville à tourelles, un guerrier, portant encore partiellement l'armure brillante, dirige un regard pénétrant vers le spectateur. Il porte des vêtements élégants et un chapeau noir avec quelques perles. Si la lumière sur le visage est assourdie, comme avec Giorgione, elle se reflète sur l'armure, pour révéler le décor complexe dans les reflets.
Les masses expansées, les couleurs lumineuses, les jeux de lumière contribuent à l'attribution à Dosso. Le plastron métallique est attaché avec des sangles à la robe de l'homme.